# Latinska alfabetet

Världskarta som visar var det latinska alfabetet används helt (mörkgrönt) eller delvis (limegrönt).

Det latinska alfabetet är ett alfabet, ursprungligen anpassat för latinet, som har spridits till många andra språk, och som har blivit det vanligaste alfabetet i världen. Det används framförallt i västvärlden, där många indoeuropeiska språk finns, och i länder som har varit västerländska kolonier. Det används även i vissa språk som har andra skriftspråk, som t.ex. japanska, där kallat ローマ字, rōmaji, och kinesiska, där det används i pinyin. Det latinska alfabetets namn på latin är abecedarium Latinum (antikt uttal: [abɛkɛ'daːrɪʊm la'tiːnʊm]) eller alphabetum Latinum (antikt uttal: [alfa'beːtʊm la'tiːnʊm]).

## Antika latinska alfabetet
Det latinska alfabetet utvecklades ur det etruskiska alfabetet (det gamla italiska alfabetet) som i sin tur utvecklades ur det euboiaska grekiska alfabetet. Antalet bokstäver var ursprungligen 21:
| A | B | C | D | E | F | Z | H | I | K | L | M | N | O | P | Q | R | S | T | V | X |
| - | - | - | - | - | - | - | - | - | - | - | - | - | - | - | - | - | - | - | - | - |

Bokstaven C var en västlig variant av den grekiska bokstaven Γ (gamma), men den användes både för att beteckna ett g-ljud och ett k-ljud, kanske som en påverkan av det etruskiska språket, som saknade g-ljud. Bokstaven Z var överflödig för att skriva latin och byttes på 200-talet f.Kr ut mot den nya bokstaven G, ett C med ett litet horisontellt streck. Bokstaven K användes mycket sparsamt, och förekom nästan enbart i egennamn.
Efter romarnas erövring av Grekland la man till Y och återtog Z för att skriva grekiska lånord. Klassiskt latin hade därför 23 bokstäver:
| Symbol:        | A    | B     | C     | D     | E    | F    | G     | H     | I    | K     | L    | M    | N    | O    | P     | Q     | R    | S    | T     | V    | X     | Y            | Z        |
| Latinskt namn: | ā    | bē    | cē    | dē    | ē    | ef   | gē    | hā    | ī    | kā    | el   | em   | en   | ō    | pē    | qū    | er   | es   | tē    | ū    | ex    | ī Graeca     | zēta     |
| Latin (IPA):   | [aː] | [beː] | [keː] | [deː] | [eː] | [ɛf] | [geː] | [haː] | [iː] | [kaː] | [ɛl] | [ɛm] | [ɛn] | [oː] | [peː] | [kuː] | [ɛr] | [ɛs] | [teː] | [uː] | [ɛks] | [iː 'graɪka] | ['zeːta] |

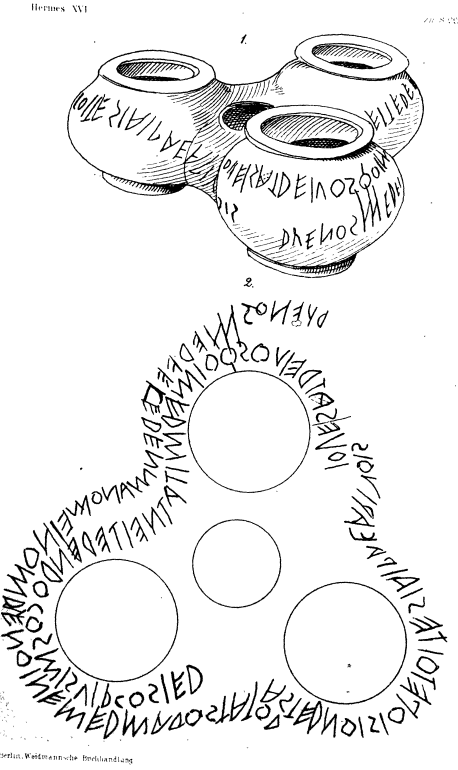
Duenosinskriften från början av 500-talet f.Kr. är ett av de äldsta exemplen på fornlatinsk skrift.

Dessa bokstäver var i längden tröttsamma att skriva, och därför utvecklades med tiden en kursiv handskrift som gav upphov till våra dagars gemener. Man textade helt enkelt det som ansågs viktigt och kursiverade resten.

## Moderna latinska alfabetet
I germanska språk finns v-ljud som saknas i det klassiska latinet. På 600-talet, när anglosaxarna övergick från runor till latinsk skrift bibehöll man runan ƿ wynn för detta ljud. Senare övergick man till att skriva VV, vilket under medeltiden blev W. Att man i vissa språk kallar W för dubbelt V (svenska, franska) medan i andra kallar den dubbelt U (engelska) visar att man vid denna tid inte skiljde mellan V och U. Den raka formen V användes i början av ord, medan den runda formen U användes i mitten eller slutet, oberoende av uttalet. Den tidigaste kända uppdelningen i två olika bokstäver kommer från gotiskt alfabet från 1386 där V kommer före U. Under 1500-talet kom V att representera ett konsonantljud och U ett vokalljud, precis som det gör idag.
På liknande sätt användes formerna J och I i början resp slutet av ord oberoende av uttalet, men på 1500-talet kom J att representera konsonantljudet och I vokalljudet.
Så kom det moderna latinska alfabetet att bestå av 26 bokstäver:
| Versaler ("stora bokstäver") |   |   |   |   |   |   |   |   |   |   |   |   |   |   |   |   |   |   |   |   |   |   |   |   |   |
| A                            | B | C | D | E | F | G | H | I | J | K | L | M | N | O | P | Q | R | S | T | U | V | W | X | Y | Z |
| Gemener ("små bokstäver")    |   |   |   |   |   |   |   |   |   |   |   |   |   |   |   |   |   |   |   |   |   |   |   |   |   |
| a                            | b | c | d | e | f | g | h | i | j | k | l | m | n | o | p | q | r | s | t | u | v | w | x | y | z |

## Användning och modifieringar
Det latinska alfabetet används i ett 100-tal språk. En del språk som modern engelska använder inga andra bokstäver än de 26 grundtecknen, medan många språk som använder latinska alfabetet har ytterligare tecken. I en del språk, till exempel i svenska, räknas modifieringarna som riktiga bokstäver, även om de var modifieringar från början. Det vanligaste synsättet är att de är modifieringar, kallade diakritiska tecken. Dessa modifieringar faller i kategorierna: liten symbol ovanför, till exempel som i Å, Ä, Á, Â, Ã, Ā, Ă, liten symbol under, till exempel som i Ą, Ç, streck över, till exempel Ø, Ł, Ŧ, och hopskrivning, till exempel i Æ, Ĳ, Œ och ß. Några få omaka tecken förekommer, till exempel Þ och ȝ.
Till skillnad från klassiskt latin där det var upp till författaren att texta resp använda skrivstil har de moderna språken fasta regler för när versaler och gemener skall användas.

## Ortografiska kännetecken
Många språk har anpassat det latinska alfabetet på olika sätt, till exempel genom användning av diakritiska tecken, inklusive accent och
omljudstecken. Dessa tar vanligen sitt ursprung i vanliga latinska bokstäver som modifierats, som ä eller æ, medan till exempel thorn som används i isländska stammar från en runa.

### Omljudstecknet ¨

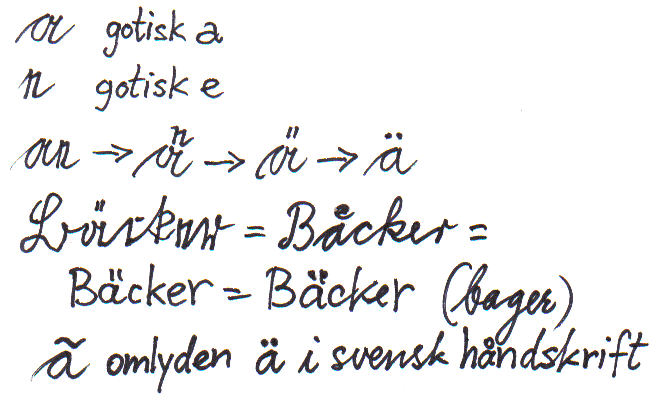
Omljudsprickarna kommer från två parallella streck, som är ett stiliserat handskrivet gotiskt e över omljudsvokalen.

Omljudstecknets ursprung finns troligen i ett gotiskt handskrivet e vars huvuddel består av två parallella streck. Ett sådant e skrivet ovanför en bokstav reducerades snart till två streck, och när dessa förkortades, blev det till två prickar. Faktiskt kan man hitta en rad exempel i både gotisk och latinsk skrift, där omljuden angivs genom ett regelrätt e over omljudsvokalen. På svenska betraktas numera "ä" som en egen bokstav, medan den på tyska fortfarande ses som en variant av "a".
Det tyska omljudstecknet kan också ersättas av ett e efter omljudsvokalen. Om man inte har en möjlighet att skriva ä på en skrivmaskin, kan man istället skriva ae. Under 1970- och 1980-talet var det vanligt att tyska skrivmaskiner endast innehöll den engelska/amerikanska teckenuppsättningen, A-Z och a-z (och vissa specialtecken), medan danska skrivmaskiner fick tecknen [\]{|} ersatta med ÆØÅæøå (i denna ordning).

### I och J
Liksom med U och V har det förr i tiden inte varit någon skillnad mellan "I" och "J" i romarnas kvarlevande inskrifter på latin, och användningen av "j" i latinska ord är sällsynt, men förekommer.
I den tryckta gotiska skriften skiljs inte mellan I och J som stora bokstäver, så när man i tryck såg ett namn som I. C. Iacobsen, kunde man inte med säkerhet veta om det första I:et stod för I eller J, så man sa "I.C. Jacobsen", även om han kanske hette Jens Christian. I nutiden har författaren Jens Peter Jacobsen varit känd som I. P. Jacobsen, och flera andra exempel kan nämnas.

## Informationsteknik
Inom informationsteknik utgör sortering ett problem, då speciella tecken kan sorteras på olika sätt. Till exempel finns svenska å, ä och ö som nr 229, 228 och 246 i Latin-1 och Unicode och i fel ordning även i "svenska ASCII". Eftersom varje land har sin egen standard för sortering får svenska programmerare göra ett särskilt arbete, eftersom det inte automatiskt blir rätt. Användningen av landsunika kodningar med korrekt sortering kan göra det lättare för programmerare, men de har i sig gett stora problem, eftersom importerade programvaror inte stött dem. Framväxten av Unicode ger mindre problem i framtiden, efter hand som programvaror stödjer det.
I Unicode finns för närvarande stöd för 1241 olika latinska tecken, ungefär hälften versaler och hälften gemener, medan ISO-Latin-1 har stöd för 114 st, vilket räcker för alla större västeuropeiska språk (om man i franska accepterar oe för œ).
När man i internationell korrespondens förr ville uttrycka å, ä, ö, ü eller é och inte kunde räkna med att dessa tecken kunde hanteras av mottagaren, transkriberades de som aa, ae, oe, ue resp e. Det är fortfarande vanligt om avsändaren inte har svenskt tangentbord och inte vet hur man skapar å, ä, ö, ü på annat sätt. Det anses dock inte som acceptabel svenska, utan får bara göras i nödfall.